# なにもかもちがってますか
もしかして
- なにかもちがってますか

ではありませんか？